# Via dei remi
La Via dei Remi era una strada costruita ad hoc ed utilizzata approssimativamente tra il XVI secolo ed il XVII secolo dal Granducato di Toscana per trasportare tronchi dall'alta Montagna Pistoiese verso il mare.

## Storia
Gli arsenali navali del Granducato avevano bisogno di grandi quantità di tronchi lunghi e diritti per ricavarne alberi ma soprattutto remi da impiegarsi nella costruzione di galere.
Gli abeti ed i faggi delle foreste di Cutigliano e dell'Abetone (al tempo la seconda cittadina non esisteva ma la zona era conosciuta come passo di Boscolungo) ben si prestavano alla bisogna.
Restava il problema del trasporto fino a Pisa, sede dell'arsenale; tenendo presente che al tempo le strade di montagna erano tutt'al più mulattiere disagevoli, chiaramente il sistema più semplice sarebbe stato il far fluttuare i tronchi fino al mare. Purtroppo la Lima, il fiume che nasce nella zona, non aveva una portata utile e comunque più a valle il suo percorso entrava nel territorio del Ducato di Lucca, stato con cui non correvano buoni rapporti.
In alternativa era possibile sfruttare le acque del fiume Serchio, scendendo in Media Valle del Serchio sfruttando il territorio dell'enclave granducale di Barga, stretta striscia di territorio che andava dal fondovalle del Serchio fino al crinale appenninico. Fu stilato un accordo con il Ducato di Modena che concesse il permesso di tracciare una strada di alta montagna che correndo parallela al crinale nel territorio estense, permetteva di congiungere l'alto Sestaione, territorio toscano, con il territorio dell'exclave di Barga aggirando i domini lucchesi.
I tronchi venivano trascinati fino al Lago Nero risalendo la Valle del Sestaione; da qui partiva la Via dei Remi salendo fino al Passo della Vecchia, costeggiando il Lago Piatto, attraversando il Passo di Annibale per poi discendere alla Foce a Giovo ed infine risalire al Passetto aggirando il Monte Rondinaio. Finalmente si scendeva verso Barga, dove i tronchi venivano conservati vicino al fiume in un apposito capannone lungo 22 metri e largo 9 denominato Arsenale dei Remi, da cui è nato il toponimo "Arsenale" che tutt'oggi denomina il rione barghigiano.
In primavera, quando il fiume Serchio raggiunge la sua portata massima, i tronchi venivano calati in acqua, raccolti in zatteroni chiamati magliate e condotti al mare. Evidentemente i lucchesi dovevano tollerare il passaggio di tali convogli fluviali (oppure non avevano modo di opporsi) in quanto in ogni caso appena lasciata l'enclave di Barga il fiume Serchio si inoltrava all'interno dei territori lucchesi, arrivando a sfiorare la stessa città di Lucca.
Raggiunto il mare, pochi chilometri separavano la foce del Serchio con quella dell'Arno e quindi la possibilità di raggiungere l'Arsenale navale.
Successivamente venne modificata la parte alta del percorso, piegando da Foce a Giovo verso il Lago Santo Modenese (la zona del parcheggio utilizzato dagli escursionisti ancora oggi si chiama Pian dei Remi) e da qui guadagnava il Valico della Boccaia per proseguire fino al Colle Bruciata ed iniziare la discesa verso Barga.
È presumibile che la definitiva affermazione del veliero sulla galera, con il rapido declino di quest'ultima iniziato nel XVII secolo e conclusosi con la sua definitiva scomparsa entro la fine del XVIII secolo, abbia notevolmente ridotto la richiesta di tronchi in quanto non era più necessario approntare decine o centinaia di lunghi remi per nave, ma lo sforzo di approvvigionamento di legname con particolari caratteristiche di lunghezza si concentrava sui pochi alberi che reggevano le vele.
È comunque documentato che nel 1791 il Granducato di Toscana cedette in affitto al comune di Barga l'Arsenale dei Remi, anche se non è dato sapere da quanti anni oramai la faticosa modalità di approvvigionamento fosse caduta in disuso.